# Bichlbruck
Bichlbruck ist ein Gemeindeteil der Gemeinde Piding im oberbayerischen Landkreis Berchtesgadener Land.
Der Weiler liegt etwa zwei Kilometer nordöstlich vom  Dorf Piding, zwischen der Bahnstrecke Freilassing–Bad Reichenhall und der Saalach.

## Geschichte
Schon im Jahr 908 bestand in diesem Bereich eine Brücke über die Saalach nach Wals. Mehrfach wurde die Brücke durch Hochwässer zerstört, so auch im Jahr 1572 und 1598. Bei einem Hochwasser 1899 wurde die Brücke erneut weggerissen und seither nicht mehr neu gebaut. Eine Kapelle erinnert heute an den einstigen Standort.
Im 14. Jahrhundert war der Übergang besonders für den Reichenhaller Salztransport wichtig.
Für die Überfahrt über die Brücke wurde in aller Regel stets eine Maut erhoben. Da die Mautner auch noch Grundstücke zu bewirtschaften hatten, konnte die Brücke nicht dauernd überwacht werden, Schmuggler nutzten solche Gelegenheiten gerne.
Am 1. Januar 1979 wurde der bis dahin zur Gemeinde Ainring gehörende Gemeindeteil Bichlbruck nach Piding umgemeindet.